# 8446 Tazieff
8446 Tazieff este o planetă minoră (asteroid), cu un diametru de 2,515 km, din centura de asteroizi. A fost descoperită pe 28 septembrie 1973 la Observatorul Astrofizic din Crimeea⁠(d) de Nikolai Cernîh și a fost numită după Haroun Tazieff. 
Obiectul prezintă o orbită caracterizată de o semiaxă mare de 2,4273715 UAi, o excentricitate de 0,2, o înclinație de 1,78941 ° în raport cu ecliptica.